# Gelasma malagasy
Gelasma malagasy là một loài bướm đêm trong họ Geometridae.